# Paranomus sceptrum-gustavianus
Paranomus sceptrum-gustavianus là một loài thực vật có hoa trong họ Quắn hoa. Loài này được Hyl. miêu tả khoa học đầu tiên.